# ۱۵ رجب
۱۵ رجب، پانزدهمین روز ماه رجب در تقویم هجری قمری است.
در تقویم هجری قمری قراردادی این روز صد و نود و دومین روز سال است.

## وقایع
- ۲ - تغییر قبله مسلمانان از بیت‌المقدس به مکه.[۱]

## زادگان
- ۵۳۳ - یوسف بن عبدالمؤمن،دومین پادشاه مُوَحّدانِ مغرب.

## مرگ‌ها
- ۶۲ ‐ زینب بنت علی[۱]